# Geoff Aunger
Geoff Aunger (Red Deer, 4 febbraio 1968) è un ex calciatore canadese, di ruolo difensore, centrocampista e attaccante.
Calciatore della nazionale canadese, con cui ha giocato tra il 1992 e il 1997 collezionando 44 presenze e 4 gol, nel 1993 è approdato in Europa per indossare la maglia del Luton Town con cui ha militato nella Barclays League Division One (la seconda serie inglese).

## Carriera

### Club

#### Primo periodo in Nord America
Centrocampista - attaccante più tardi trasformato anche in difensore, Aunger giocò nelle giovanili calcistiche del Coquitlam Metro-Ford SC Xtreme, cominciò la sua carriera professionistica nel 1987 nella Canadian Soccer League, giocandovi tutti e 6 gli anni di vita della lega con 5 differenti squadre. Fu settimo miglior cannoniere della lega nel 1988 con i Fury, quarto nel 1991 con gli Steelers e scelto come All-Star nel 1992. Continuò a giocare con gli 86ers quando aderirono alla APSL nel 1993, segnando 3 gol in 11 gare.

#### Europa
Emigrò quindi in Inghilterra dove superò un provino con il Luton Town, con cui segnò dopo due minuti nella sua gara d'esordio. Giocò solo 6 partite, dopo essere stato inserito nella squadra delle riserve dopo le prime 3, quindi non fu riconfermato alla fine della stagione.

#### Ritorno in Nord America
Tornò con gli 86ers nella A-League giocando anche per i Milwaukee Wave nella National Professional Soccer League, quindi passò alla MLS con i New England Revolution nel 1996, dove segnò 3 gol, tutti su rigore. Ritornò in Inghilterra, con lo Stockport County facendovi solo un'apparizione, come sostituto il giorno dopo l'ingaggio, quindi aderì alla A-League gareggiando con i Seattle Sounders. Nel 1998 fu di nuovo nella MLS con i D.C. United ma dopo 6 partite perse il posto da titolare, per riprenderlo nel 1999 dove giocò 24 partite come centrocampista, vincendovi il campionato e diventando il primo canadese a giocare la finale.

### Nazionale
Debuttò per la sua nazionale in una gara non ufficiale del North American Championship contro il Messico nel marzo 1991, quindi esordì ufficialmente nell'aprile 1992 subentrando in un'amichevole contro la Cina. Ha rappresentato la sua nazione in 13 partite di qualificazione ai mondiali, lasciando la nazionale nel novembre 1997, in una partita di qualificazione ai mondiali contro la Costa Rica.